# Dávur á reynatrøð
Dávur á Reynatrøð (født 16. marts 1997 i Leirvík) er en færøsk sanger og musiker. Dávur er sanger í musikgruppen VSJ. de andre i gruppen er Villiam Soo Joensen (Elektrisk guitar, producer), Fríði Bjarkhamar (Trummer), og Høgni Jógvanson (Bass, Klaver, Synth, Ukulele). Dávur gav ud sin første single Solution i 2017, og sangen var allerede fra dag et godt modtaget på Færøerne. gruppen spillede sin første store konsert på den Færøske [summarfestivalur.com Summarfestivalur] (dansk: Sommerfestival) i 2018, hvor de spillede på Vágsbøur for omkring 7.000-10.000 mennesker. 

## Diskografi
- 2017 - Solution
- 2017 - The Road
- 2018 - Something Magical
- 2018 - Super Hero
- 2018 - God's Work (Sammen med Dania O. Tausen)
- 2018 - Awesome Time